# Bettelainville
Bettelainville (deutsch Bettsdorf) ist eine französische Gemeinde mit 624 Einwohnern (Stand 1. Januar 2022) im Département Moselle in der Region Grand Est (bis 2015 Lothringen).

## Geografie
Die Gemeinde Bettelainville liegt auf einem Höhenrücken über dem Tal der Canner, etwa 18 Kilometer nordöstlich von Metz.

## Geschichte
Der Ort wurde 1179 als Bethesdorf erstmals erwähnt. Durch die Bestimmungen im Friede von Vincennes kam Sierck "mit seinen dreißig Dörfern" (dabei auch Bettelainville) 1661 zu Frankreich. Der Ort hieß damals noch Betstroff.
Seit 1811 sind die beiden Nachbardörfer Altroff (Altdorf) und Mancy (Menchen) eingemeindet.

### Bevölkerungsentwicklung
| Jahr      | 1962 | 1968 | 1975 | 1982 | 1990 | 1999 | 2007 | 2019 |
| Einwohner | 394  | 348  | 393  | 511  | 513  | 598  | 608  | 622  |

## Sehenswürdigkeiten
- Kirche Saint-Jean-Baptiste
- Kirche Saint-Laurent im Ortsteil Altroff

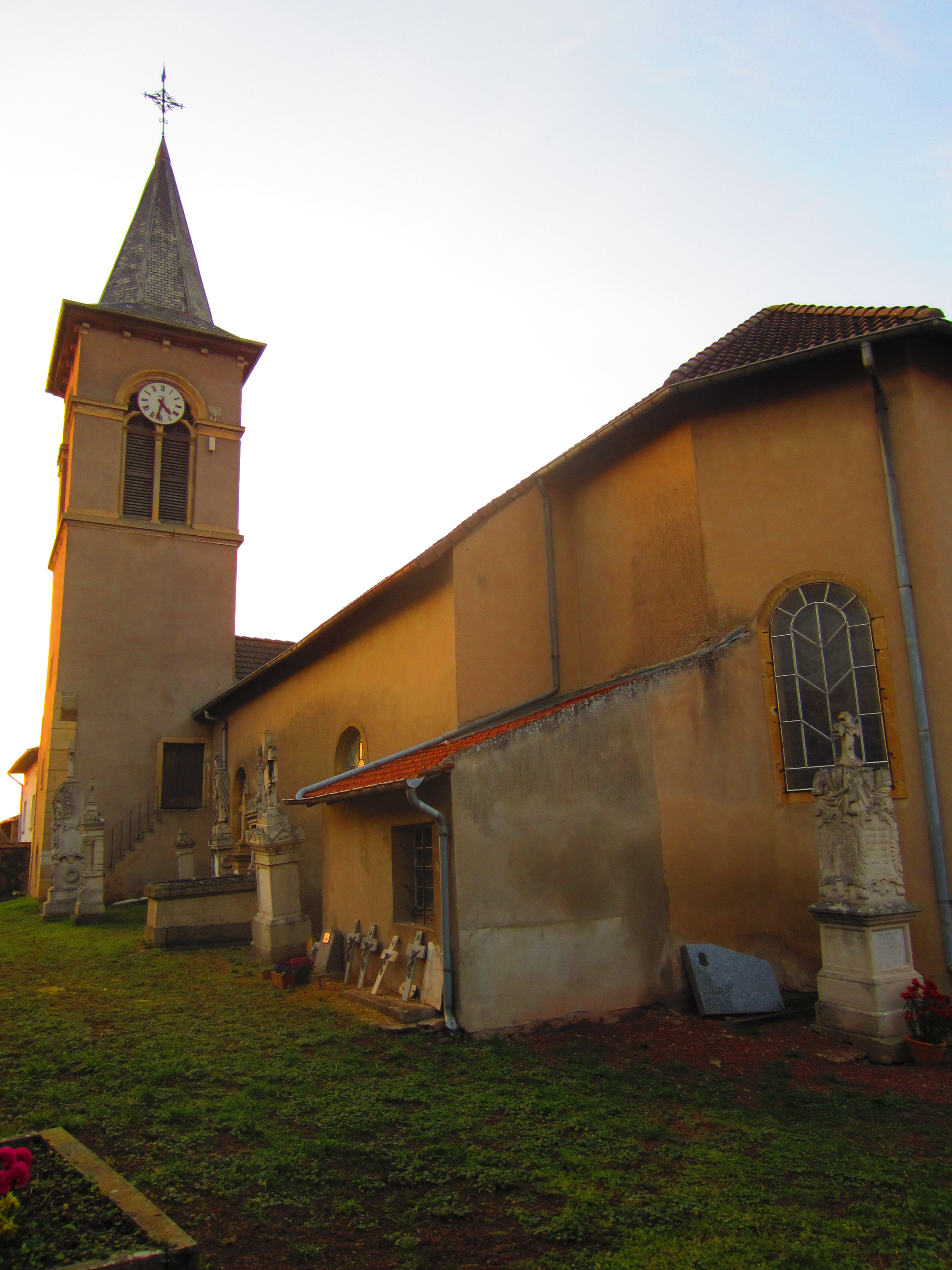
Kirche Saint-Jean-Baptiste
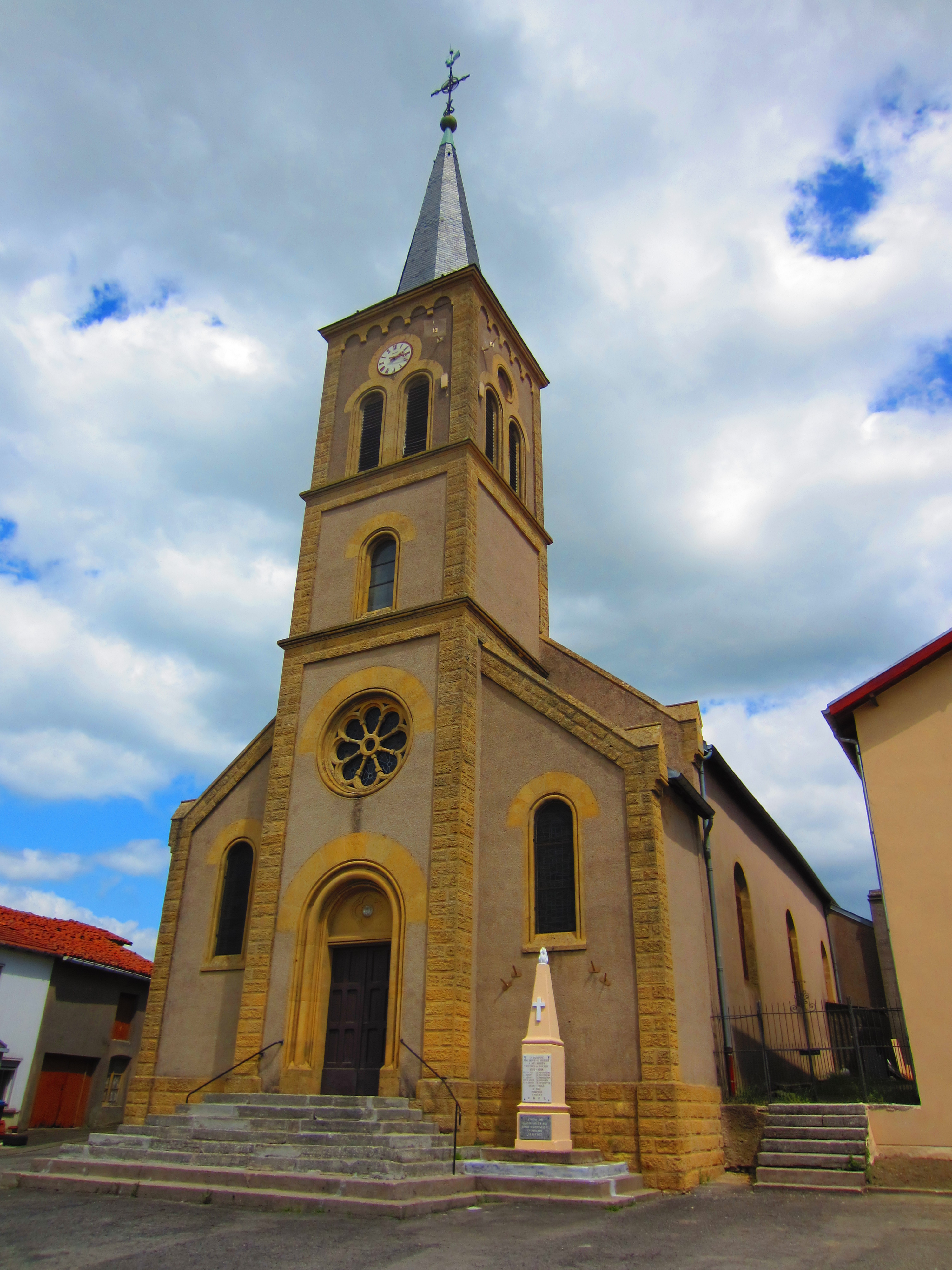
Kirche Saint-Laurent

## Verkehr
Bettelainville liegt an den Bahnstrecken Metz–Anzeling und Merzig–Bettelainville, die beide größtenteils stillgelegt sind.